# William Witney
William Witney (15 de mayo de 1915 – 17 de marzo de 2002) fue un director cinematográfico y televisivo estadounidense. 

## Biografía
Nacido en Lawton, Oklahoma, su nombre completo era William Nuelsen Witney.
Es principalmente conocido por los seriales cinematográficos que dirigió junto a John English para Republic Pictures, entre ellos Daredevils of the Red Circle, Zorro's Fighting Legion y Drums of Fu Manchu.
A lo largo de su carrera dirigió numerosos westerns, y es reconocido por ser el diseñador del moderno sistema de rodaje de las secuencias de lucha con una serie de escenas coreografiadas, para las cuales siguió el patrón utilizado en los musicales dirigidos por Busby Berkeley. Prolífico y beligerante, Witney se inició en la dirección siendo un veinteañero, finalizando su carrera en 1982. 
Quentin Tarantino señala a Witney como uno de sus directores favoritos, particularmente por el film The Golden Stallion (1949), interpretado por Roy Rogers. Otro título destacado de Witney fue Master of the World (1961) película protagonizada por Vincent Price y Charles Bronson.
William Witney falleció en 2002 en  Jackson (California) a causa de unas complicaciones aparecidas tras sufrir un ictus. 